# رود شینانو

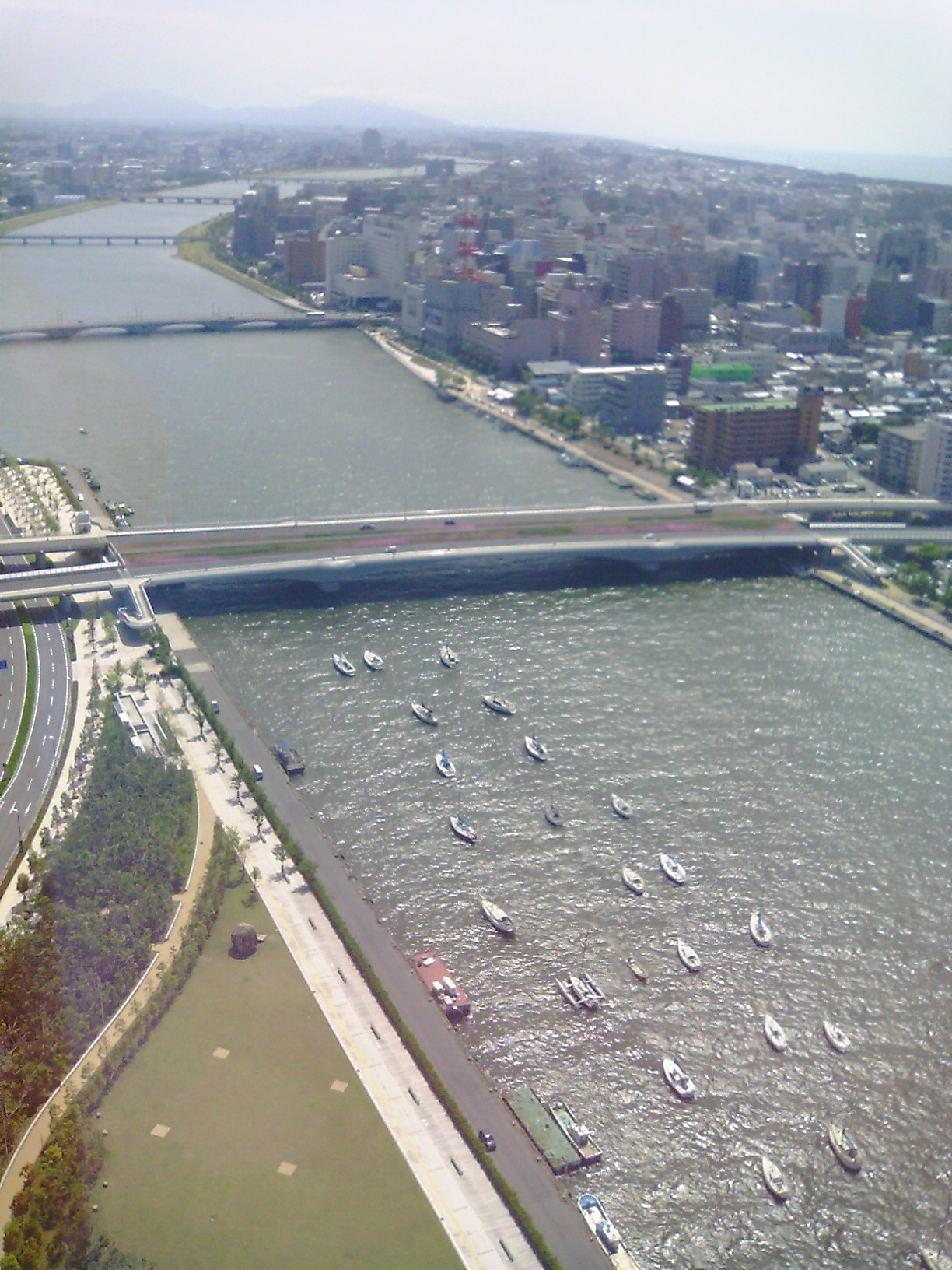
رود شینانوگاوا، نمای از بالا

رود شینانوگاوا (به ژاپنی: 信濃川) بلندترین رودِ ژاپن است. این رود از استان ناگانو به سمت نیگاتا جاری می‌شود. طول آن 367 کیلومتر (228 مایل) و حوضهٔ آبریز آن 11,900 کیلومترمربع است. در استان ناگانو آن را رود چیکوما (به ژاپنی: 千曲川) نیز می‌نامند.
این رود از کوه کوبوشی در حاشیهٔ استان سایتاما، یاماناشی و ناگانو سرچشمه می‌گیرد و به سمت شمال غرب جاری می‌شود و به رود سای از ماتسوموتو می‌رسد. در گذشته در کاواناکاجیما (به ژاپنی: 川中島) محلی که دو رود چیکوما و سای در آن به هم می‌رسند، میدان جنگ‌های کاواناکاجیما بوده‌است. پس از آن این رود به سمت شمال شرق می‌پیچد و در نهایت به آب‌های دریای ژاپن در شهر نیگاتا می‌ریزد.
در سال ۱۹۲۲ کانال اوکوزو (به ژاپنی: 大河津分水路) ساخته شد تا شهر نیگاتا را در برابر سیلاب‌ها حفظ کند. با این کار ژاپنی‌ها توانستند زمین‌های زیادی را به شالیزارهای برنج تبدیل کنند.